# Svava Jakobsdóttir
Svava Jakobsdóttir (* 4. Oktober 1930 in Neskaupstaður; † 21. Februar 2004) war eine isländische Schriftstellerin und Politikerin.

## Leben
Svavas Eltern waren der lutherische Theologe Hans Jakob Jónsson und dessen Frau Þóra Einarsdóttir. Der Schriftsteller Jökull Jakobsson und der Meteorologe Þór Edward Jakobsson waren ihre Brüder. Einen Teil ihrer Kindheit verbrachte sie in Saskatchewan, wo ihr Vater von 1935 bis 1940 als Priester tätig war.
Svava studierte von 1949 bis 1952 englische und amerikanische Literatur am Smith College in Northampton (Massachusetts) und danach bis 1953 nordische Literatur am Somerville College in Oxford. Sie arbeitete unter anderem als Journalistin und Lehrerin und von 1955 bis 1960 in der isländischen Botschaft in Stockholm. Von 1965 bis 1966 studierte sie ein weiteres Jahr schwedische Literatur an der Universität Uppsala. Ihr erstes Buch, die Kurzgeschichtensammlung Tólf konur, erschien 1965.
Von 1971 bis 1979 war Svava für die Volksallianz Mitglied des Althing.

## Werk
Svava verfasste neben Kurzgeschichten zwei Romane und einige Dramen. Sie gilt eine der bedeutendsten Schriftstellerinnen Islands und als Pionierin unter den isländischen Dramatikerinnen. Ihr erstes Drama, Hvað er í blýhólknum? beschäftigte sich 1970 als erstes isländisches Theaterstück hauptsächlich mit der Situation der Frauen.
1990 war Svavas Roman Gunnlaðar saga für den Literaturpreis des Nordischen Rates nominiert.
Ihr Werk gilt auch als ein wesentlicher Einfluss für Gerður Kristný.

## Werke

### Kurzgeschichtensammlungen
- Tólf konur (1965)
- Veizla undir grjótvegg (1967)
- Sögur (1979)
- Gefið hvort öðru (1982)
- Endurkoma (1986)
- Smásögur (1987)
- Undir eldfjalli (1989)
- Sögur hana öllum (2001)

### Romane
- Leigjandin (1969)
- Gunnlaðar saga (1987)

### Dramen
- Hvað er í blýhólknum? (1970)
- Friðsæl veröld (1974)
- Æskuvinir (1976)
- Í takt við tímann (1980)
- Lokaæfing (1983)